# Kvarnholmsbron

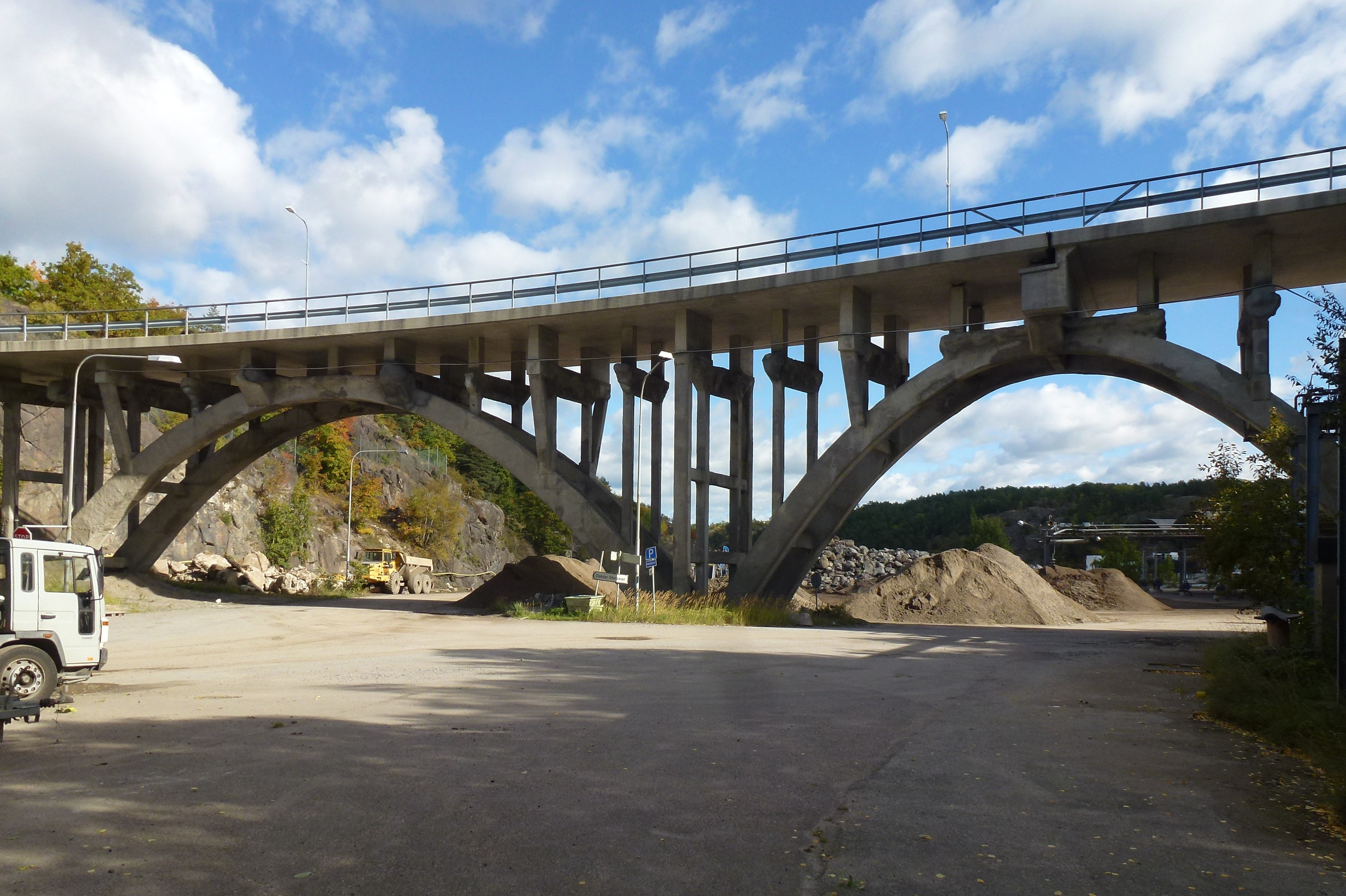
Kvarnholmsbron över det numera igenlagda Hästholmssundet, sida mot väst, 2013.

Kvarnholmsbron (även Hästholmssundsbron) är en bro strax öster om Finnberget i Nacka kommun. Bron invigdes 1924 och leder från Gäddviken över Hästholmssundet till Kvarnholmen. Bron har byggts om vid två tillfällen, 1932 och 1984 då den fick sitt nuvarande utseende. Trots förändringarna har bron fortfarande ett kulturhistoriskt värde.

## Historik
År 1923 byggdes en knappt 100 meter lång bågbro i betong och två brospann över Hästholmssundet mellan Gäddviken och Kvarnholmen. Då var Hästholmssundet fortfarande ett vattenområde. Innan dess hade Kvarnholmen ingen fast landförbindelse och alla transporter till och från bland annat Kvarnen Tre Kronor skedde med pråmar och en kättingfärja. Bron var privatägd och byggdes på uppdrag av Kooperativa Förbundet. Den invigdes 1924 av landshövdingen Nils Edén. Bron var en del av den nya Kvarnholmsvägen/Brovägen (vägen Henriksdal–Kvarnholmen) som öppnades för trafiken den 22 augusti 1925. Pråmtransporterna till och från Stadsgården kunde därmed upphöra. Den nya vägen, som var en av Sveriges första privata betongvägar, och bron var en viktig förutsättning för kvarnens expansion och för byggandet av ett bostadsområde för kvarnens arbetare bestående av 30 radhus och ett stort lamellhus byggt 1928-30, arkitekt Olof Thunström (se Tre kronors väg, bostadshus).

### Historiska bilder

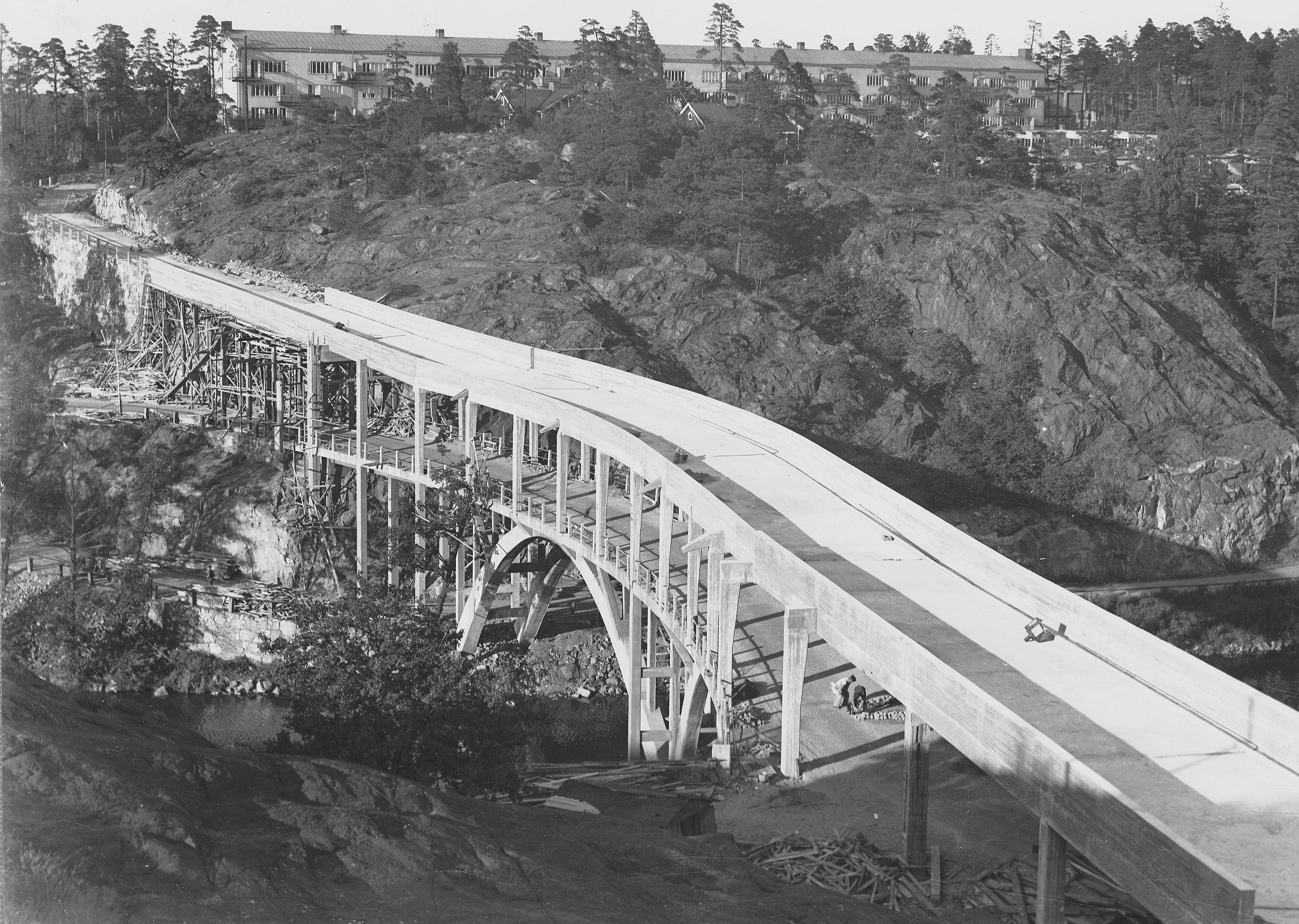
Bygget av övre brodelen 1931.
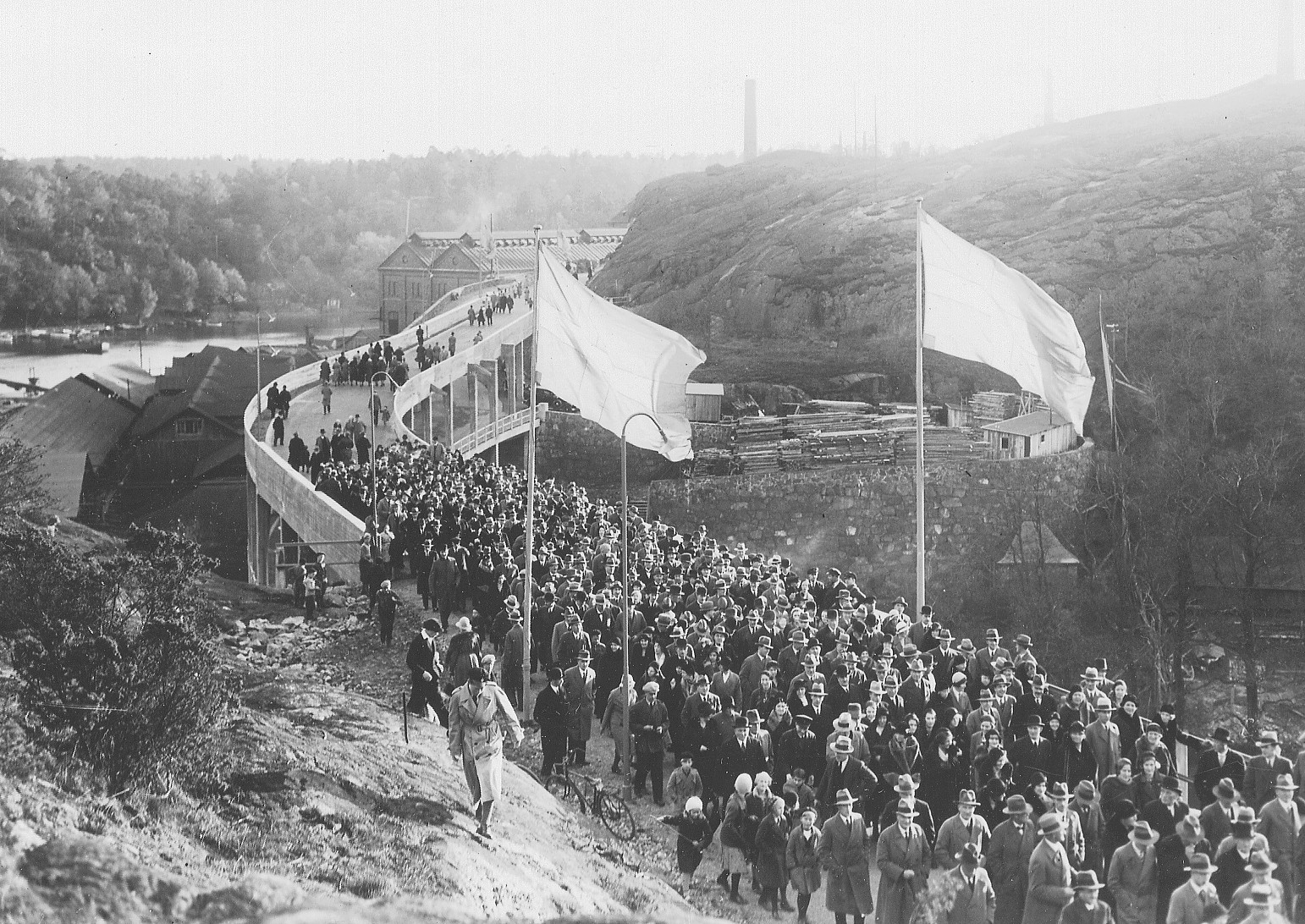
Invigningen av övre brodelen, oktober 1932.
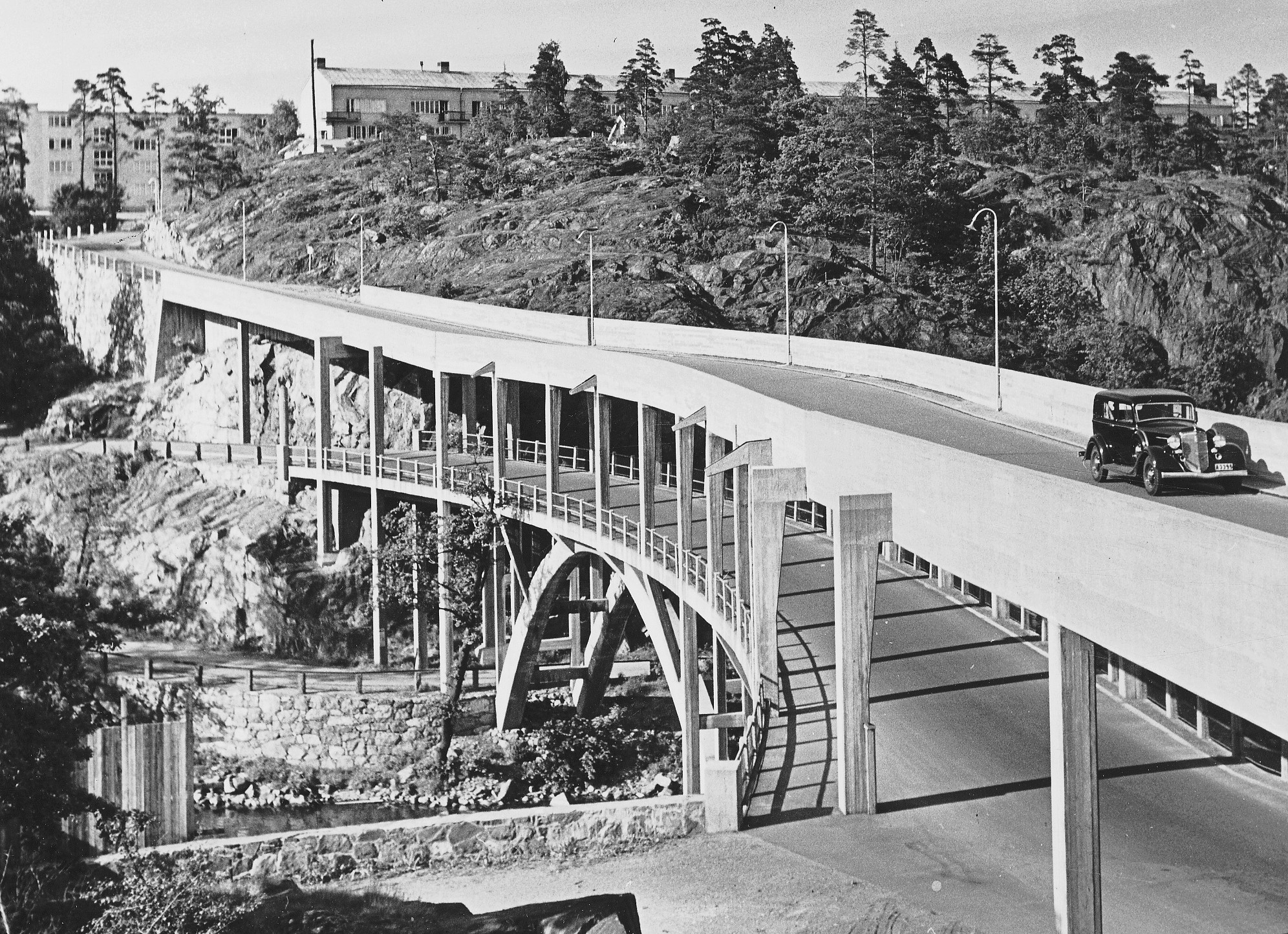
Bron kort efter invigningen av övre brodelen.
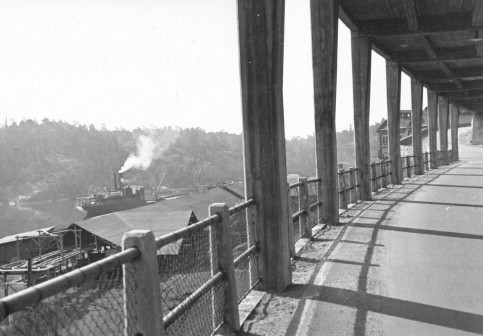
Vy från nedre körbanan 1935.

## Ombyggnader
Kvarnholmsbron kompletterades den 15 oktober 1932 med ytterligare en bro ovanför den gamla. Dubbelbron kom att räknas till Sveriges första i sitt slag. Den övre körbanan ledde upp till  den nya bostadsbebyggelsen vid Tre kronors väg (dåvarande Övre Kvarnvägen) medan den nedre svarade för förbindelsen med de norra delarna av ön mot Stockholms inlopp. Öns brofäste för den övre vägbanan fick omsorgsfullt kallmurade sidor av granitblock som finns kvar än idag.
Hästholmssundet fylldes igen under slutet 1970-talet för att skapa säkra transporter för industrierna på holmen, bland annat en oljehamn vid Svindersvikens inlopp. År 1985 genomfördes en större ombyggnad av Kvarnholmsbron, då revs det övre broplanet och den nedre körbanan ner till valvkonstruktionen som skyddades av ett lager sprutbetong. Sedan uppfördes en ny, något bredare körbana med separat gång- och cykelfil och bron fick sitt nuvarande utseende. I samband med den ombyggnaden stängdes även den direkta vägförbindelsen till bostadsområdet vid Tre Kronors väg.

### Nutida bilder

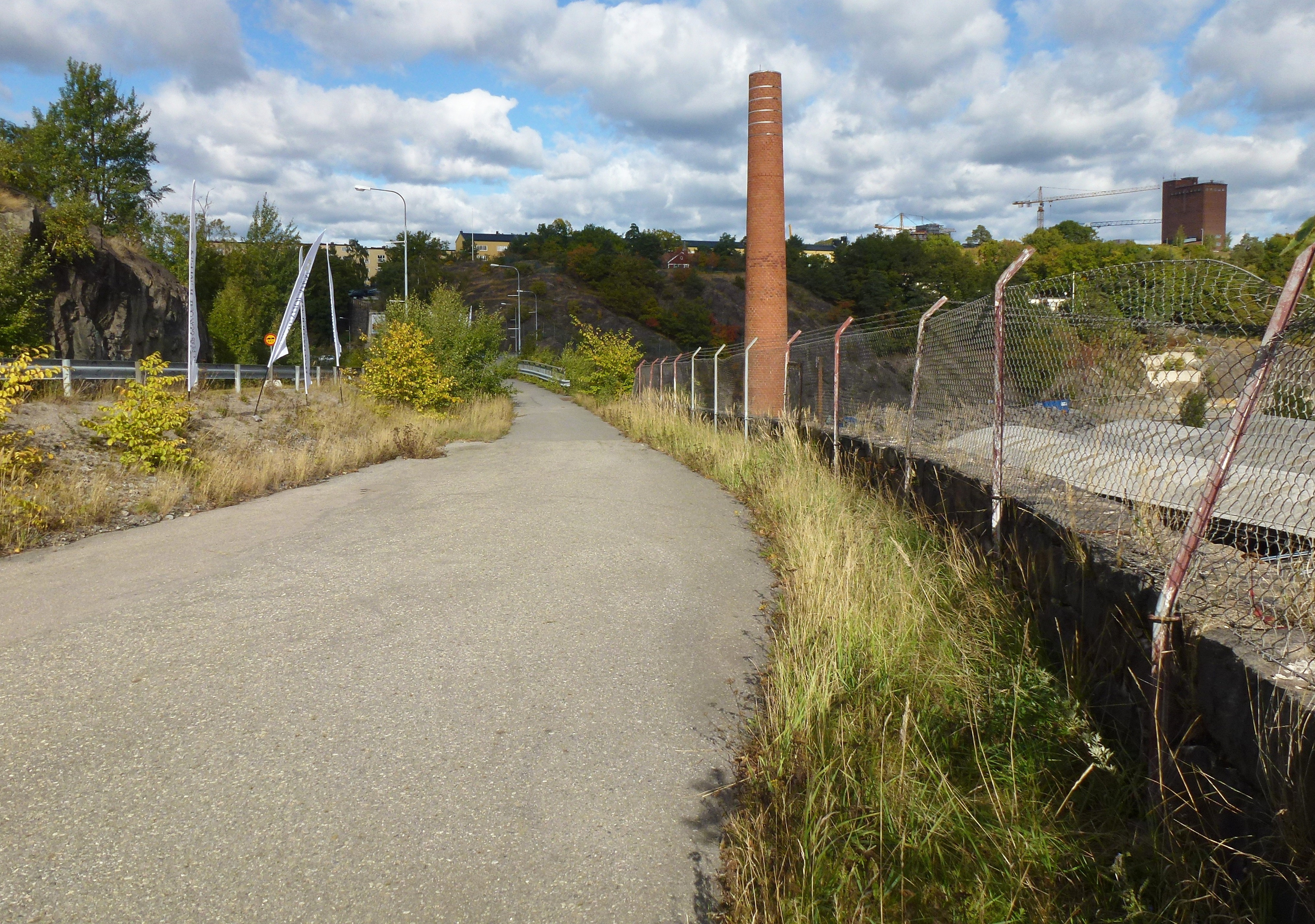
Gamla körbanan till nedre planet vid södra brofäste
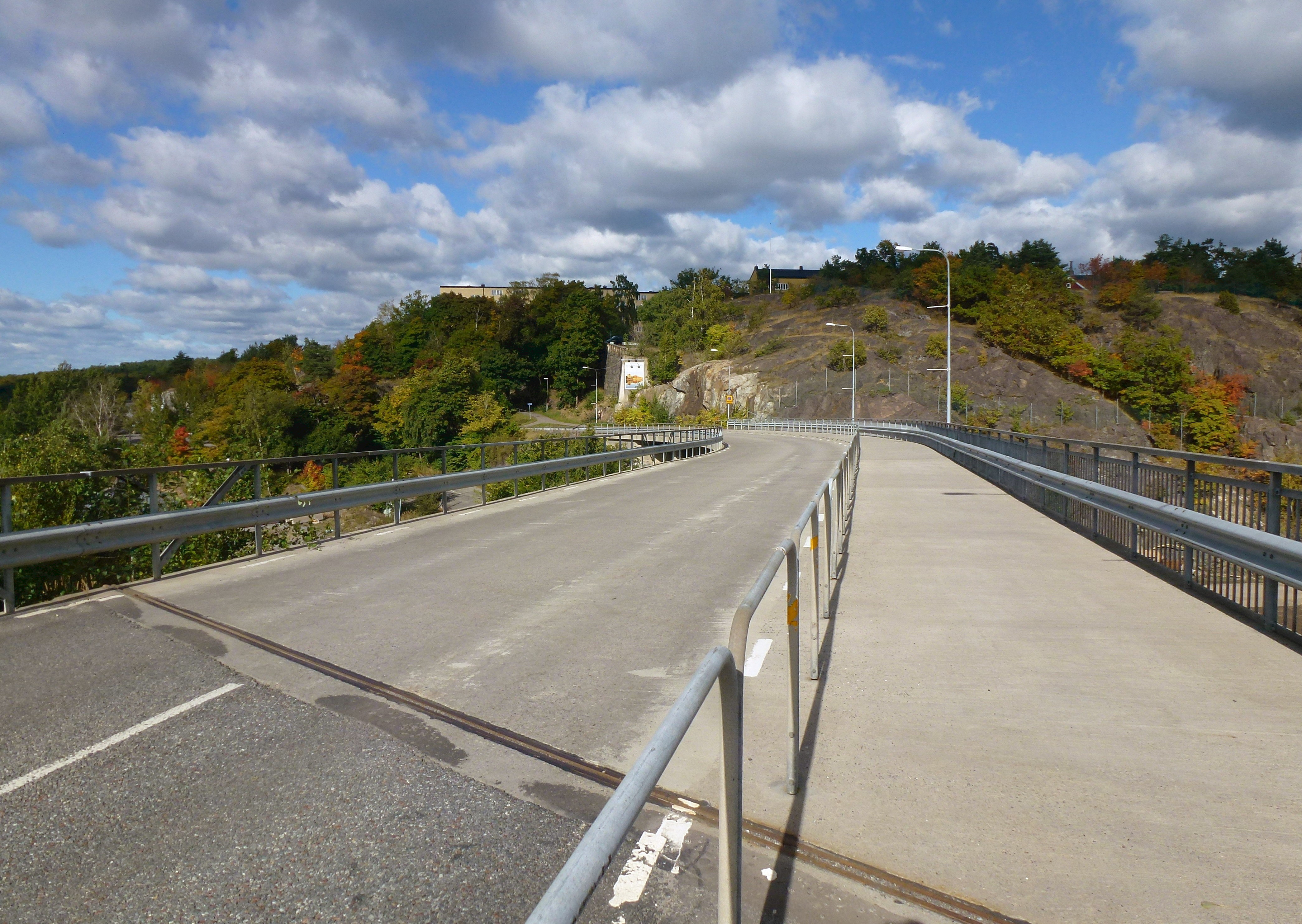
Kvarnholmsbron, körbana med gång- och cykelfil, södra sidan
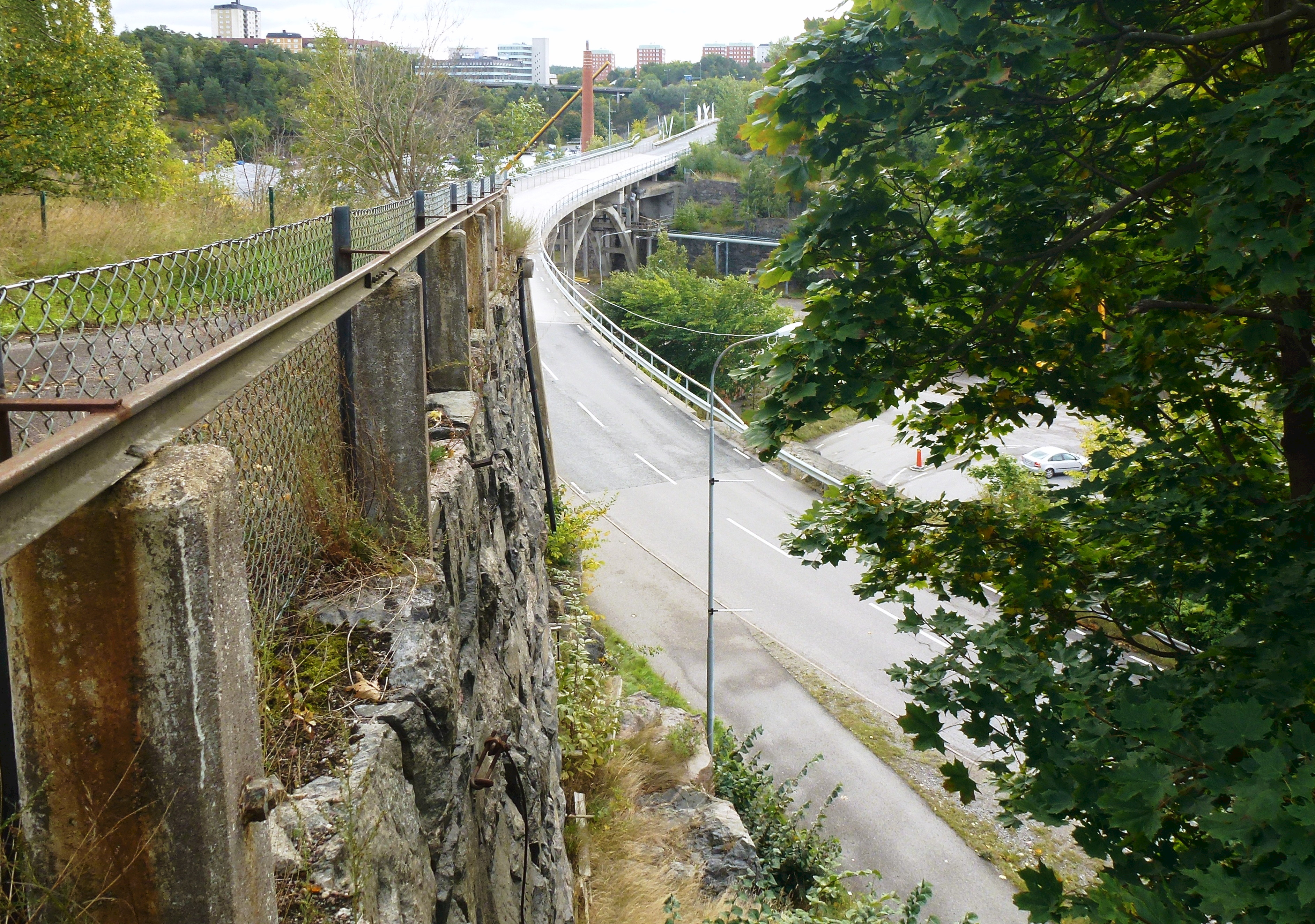
Gamla, övre brofäste på norra sidan
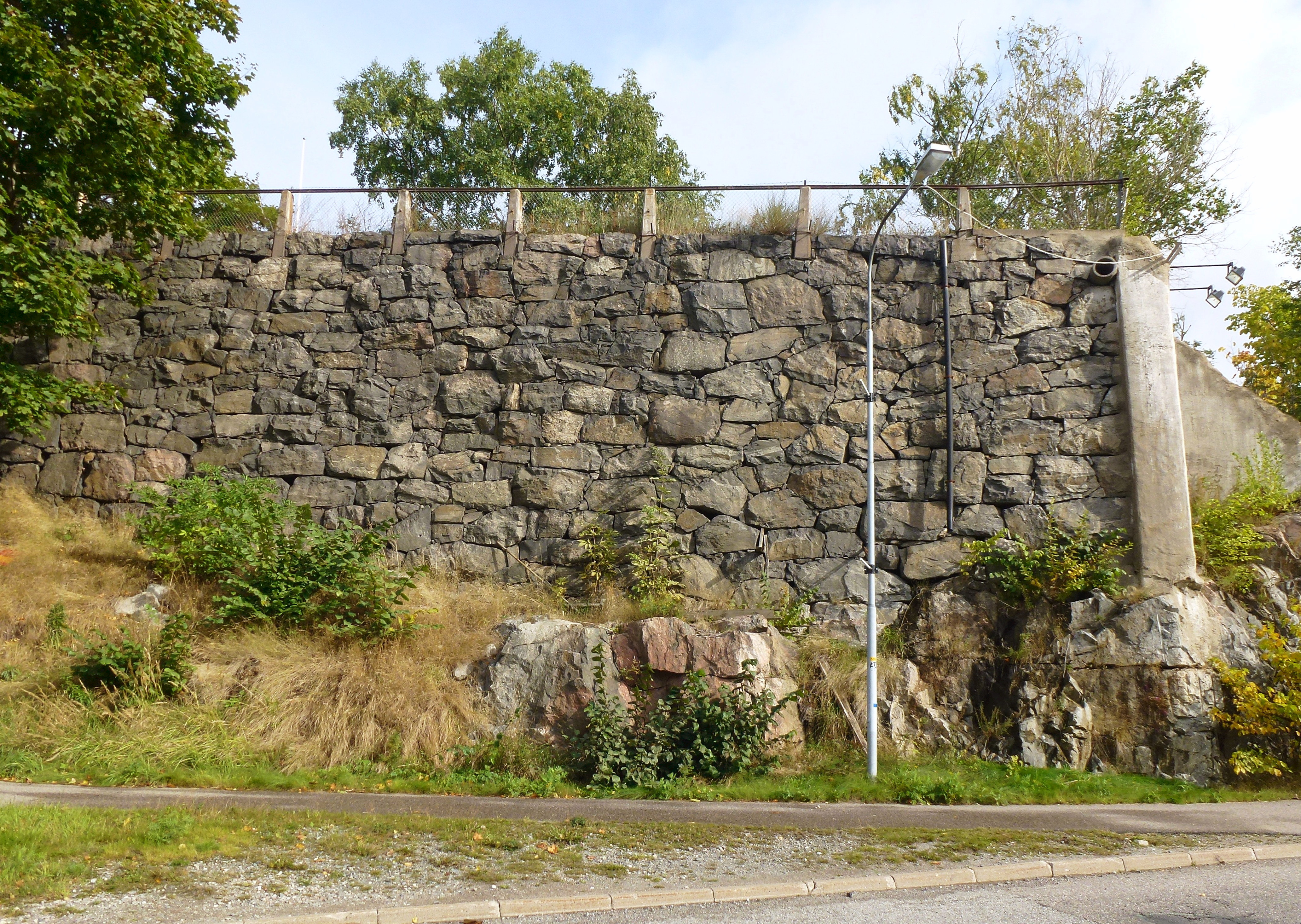
Omsorgsfullt stensatt kallmur vid norra brofäste
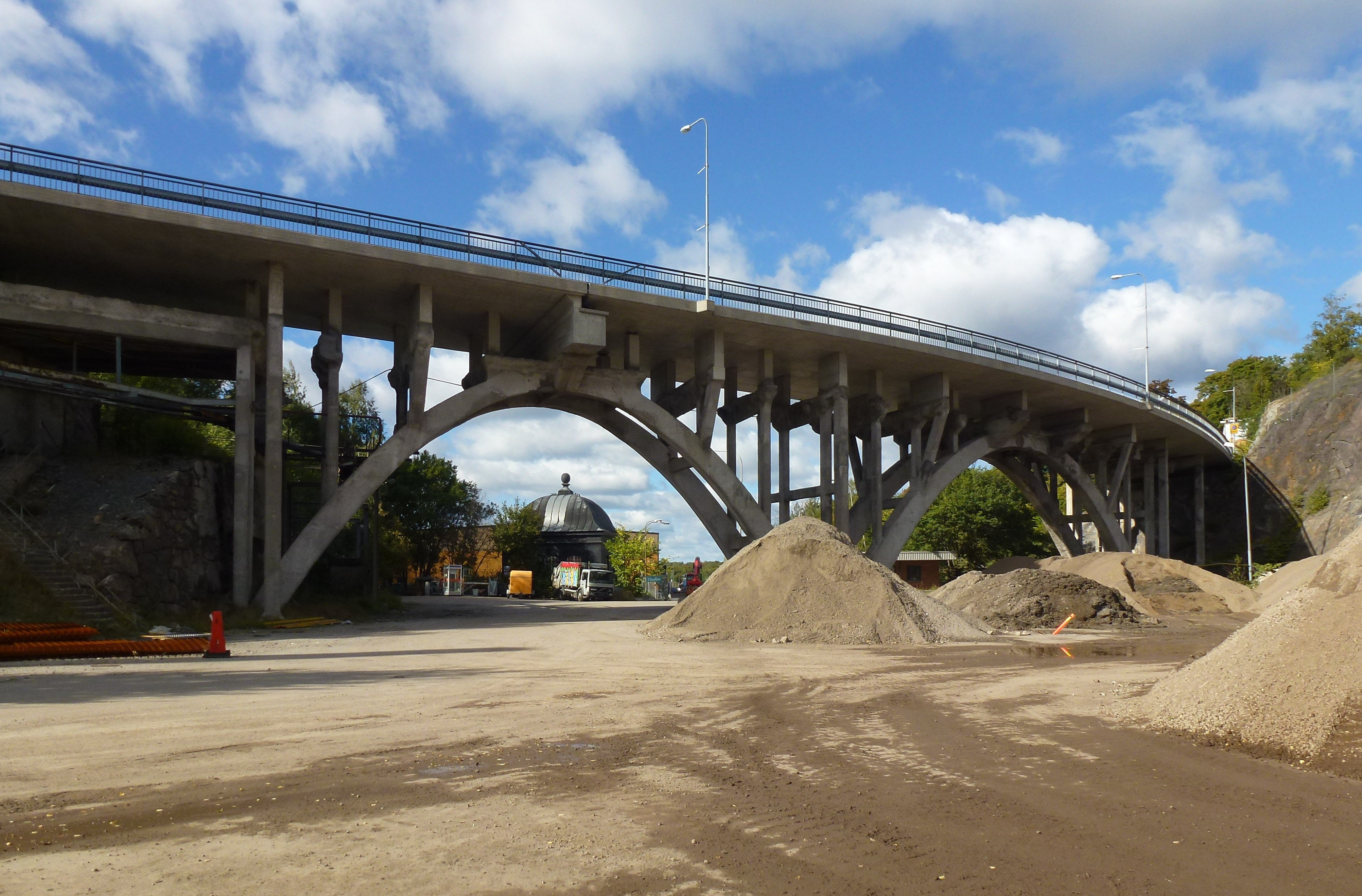
Kvarnholmsbron, sida mot öst och Svindersviken
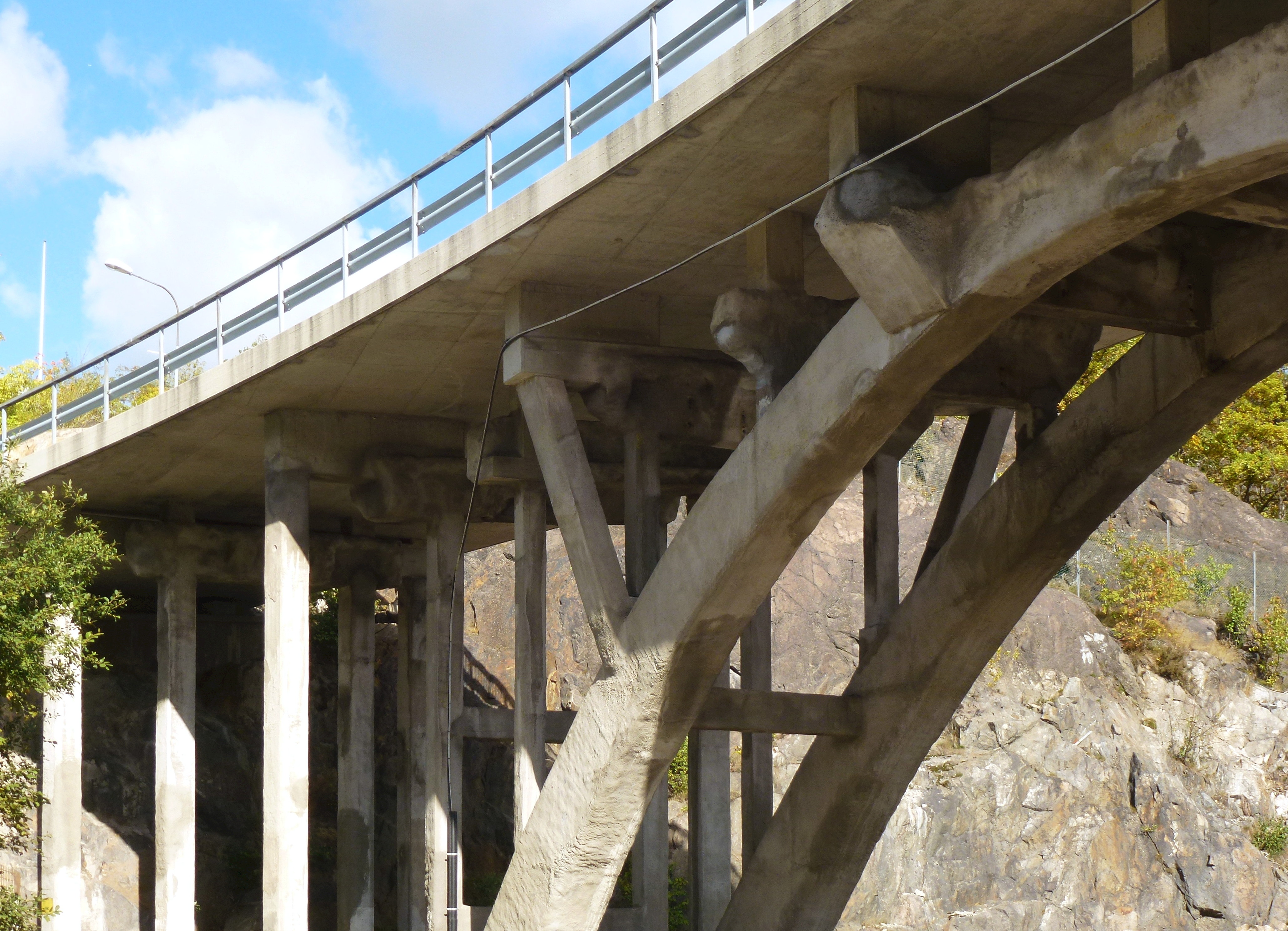
Kvarnholmsbron, undersida med rester efter nedre körbanan
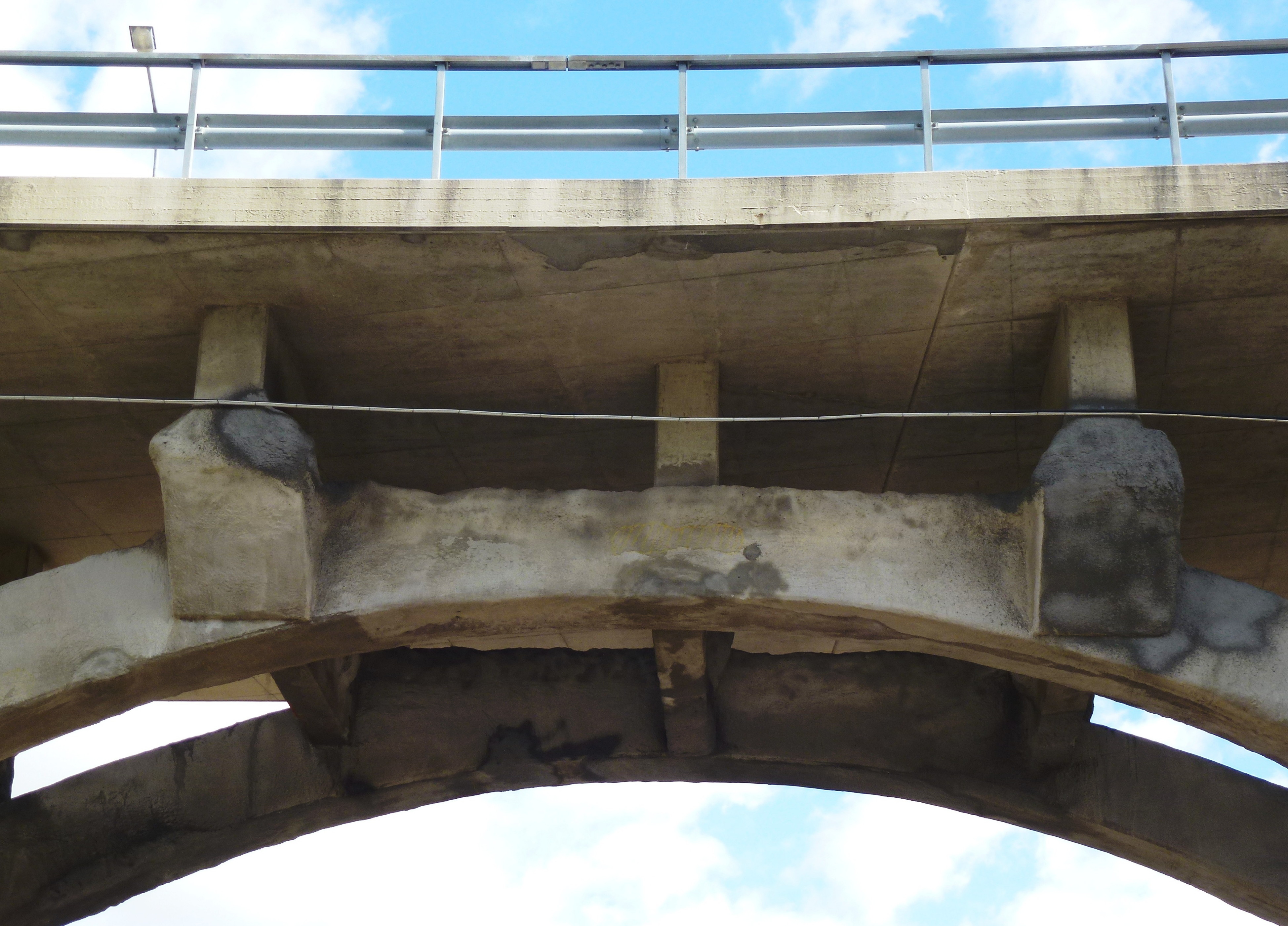
Kvarnholmsbron, undersida med rester efter nedre körbanan
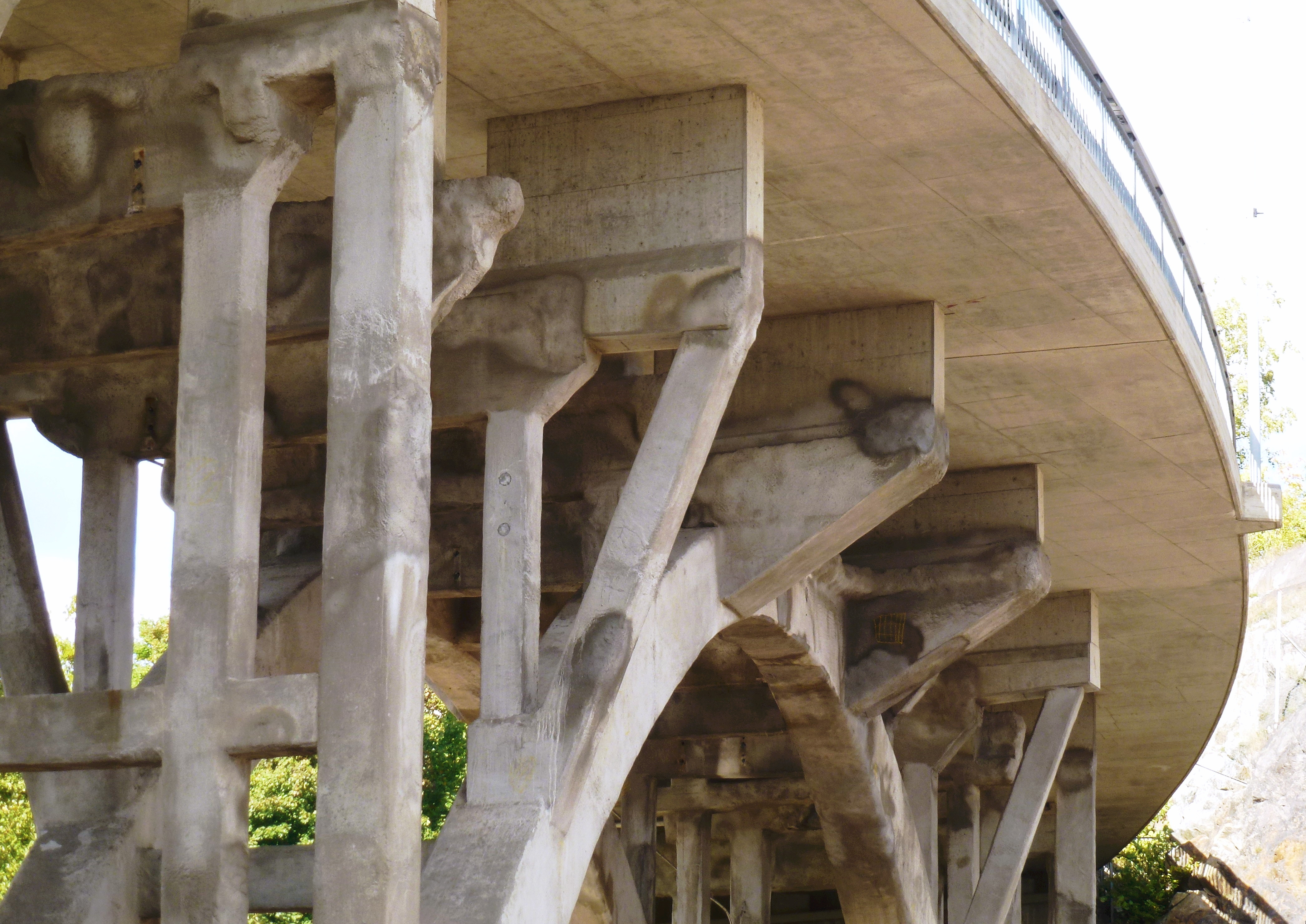
Kvarnholmsbron, undersida med rester efter nedre körbanan